# Гошићи
Гошићи је насељено мјесто у општини Тиват у Црној Гори. Према попису из 2023. било је 202 становника. Црква Светог Луке у Гошићима једна је од најстаријих цркава у овоме крају.

## Демографија
У насељу Гошићи живи 166 пунолетних становника, а просечна старост становништва износи 37,8 година (35,9 код мушкараца и 39,7 код жена). У насељу има 71 домаћинство, а просечан број чланова по домаћинству је 2,93.
Становништво у овом насељу веома је хетерогено, а у последња три пописа, примећен је пораст у броју становника.
|  |

| Демографија | Демографија | Демографија |
| Година      | Становника  | Становника  |
| ----------- | ----------- | ----------- |
|             |             |             |
|             |             |             |
|             |             |             |
|             |             |             |
| 1948.       | 169         |             |
| 1953.       | 178         |             |
| 1961.       | 180         |             |
| 1971.       | 180         |             |
| 1981.       | 160         |             |
| 1991.       | 169         | 166         |
| 2003.       | 221         | 208         |
|             |             |             |

| Етнички састав према попису из 2003.‍ | Етнички састав према попису из 2003.‍ | Етнички састав према попису из 2003.‍ | Етнички састав према попису из 2003.‍ | Етнички састав према попису из 2003.‍ |
| ------------------------------------ | ------------------------------------ | ------------------------------------ | ------------------------------------ | ------------------------------------ |
|                                      |                                      |                                      |                                      |                                      |
| Срби                                 | Срби                                 |                                      | 126                                  | 60,57%                               |
| Црногорци                            | Црногорци                            |                                      | 43                                   | 20,67%                               |
| Хрвати                               | Хрвати                               |                                      | 5                                    | 2,40%                                |
| Југословени                          | Југословени                          |                                      | 2                                    | 0,96%                                |
| Муслимани                            | Муслимани                            |                                      | 1                                    | 0,48%                                |
| Македонци                            | Македонци                            |                                      | 1                                    | 0,48%                                |
| непознато                            | непознато                            |                                      | 1                                    | 0,48%                                |

| Година пописа     | 1948. | 1953. | 1961. | 1971. | 1981. | 1991. | 2003. |
| ----------------- | ----- | ----- | ----- | ----- | ----- | ----- | ----- |
| Број домаћинстава | 50    | 46    | 52    | 55    | 44    | 52    | 71    |

| Број чланова      | 1  | 2  | 3  | 4  | 5  | 6 | 7 | 8 | 9 | 10 и више | Просек |
| ----------------- | -- | -- | -- | -- | -- | - | - | - | - | --------- | ------ |
| Број домаћинстава | 71 | 17 | 14 | 13 | 18 | 4 | 3 | 2 | 0 | 0         | 0      |

| Пол    | Укупно | Неожењен/Неудата | Ожењен/Удата | Удовац/Удовица | Разведен/Разведена | Непознато |
| ------ | ------ | ---------------- | ------------ | -------------- | ------------------ | --------- |
| Мушки  | 84     | 31               | 51           | 0              | 2                  | 0         |
| Женски | 87     | 16               | 50           | 13             | 7                  | 1         |
| УКУПНО | 171    | 47               | 101          | 13             | 9                  | 1         |

| Пол    | Укупно                    | Пољопривреда, лов и шумарство | Рибарство                            | Вађење руде и камена | Прерађивачка индустрија       |
| ------ | ------------------------- | ----------------------------- | ------------------------------------ | -------------------- | ----------------------------- |
| Мушки  | 31                        | 1                             | 0                                    | 1                    | 0                             |
| Женски | 19                        | 0                             | 0                                    | 0                    | 0                             |
| УКУПНО | 50                        | 1                             | 0                                    | 1                    | 0                             |
| Пол    | Производња и снабдевање   | Грађевинарство                | Трговина                             | Хотели и ресторани   | Саобраћај, складиштење и везе |
| Мушки  | 2                         | 1                             | 2                                    | 2                    | 4                             |
| Женски | 2                         | 0                             | 10                                   | 2                    | 1                             |
| УКУПНО | 4                         | 1                             | 12                                   | 4                    | 5                             |
| Пол    | Финансијско посредовање   | Некретнине                    | Државна управа и одбрана             | Образовање           | Здравствени и социјални рад   |
| Мушки  | 0                         | 0                             | 14                                   | 1                    | 0                             |
| Женски | 0                         | 0                             | 2                                    | 1                    | 1                             |
| УКУПНО | 0                         | 0                             | 16                                   | 2                    | 1                             |
| Пол    | Остале услужне активности | Приватна домаћинства          | Екстериторијалне организације и тела | Непознато            | Непознато                     |
| Мушки  | 3                         | 0                             | 0                                    | 0                    | 0                             |
| Женски | 0                         | 0                             | 0                                    | 0                    | 0                             |
| УКУПНО | 3                         | 0                             | 0                                    | 0                    | 0                             |

## Цркве
Православна црква Светог Луке датира из најстаријих времена, а обновљена је и проширена 1777. године. Поред ње је од 2011. године сахрањен Лазо М. Костић.